# Robert Watson

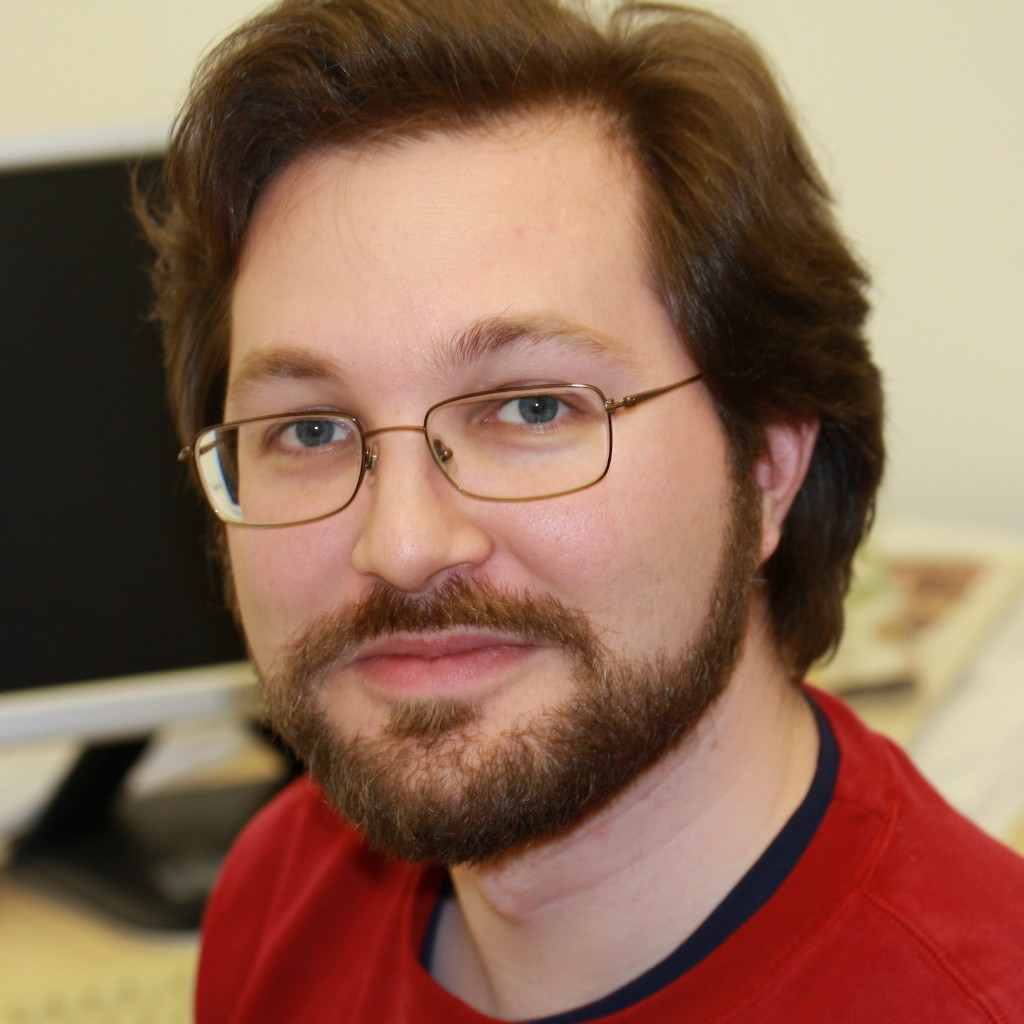
Robert Watson

Robert Watson (ur. 3 maja 1977 w Londynie) – brytyjski programista, były członek Core Teamu systemu FreeBSD w latach 2000–2012 i współtwórcą projektu TrustedBSD.
Ukończył informatykę na Carnegie Mellon University, pracował dla National Institutes of Health, Uniwersytetu Carnegie Mellon, Trusted Information Systems, Network Associates, McAfee i SPARTA. Aktualnie doktoryzuje się z tematu bezpieczeństwa komputerowego w Laboratorium Komputerowym Uniwersytetu Cambridge. Jego opiekunami są Ross Anderson i Markus Kuhn, a jego prace sponsoruje Google. Jego praca jest także sponsorowana przez DARPA, Apple, Marynarkę Wojenną USA oraz inne agencje rządowe. Jego podstawowy wkład obejmuje zarówno badanie nad bezpieczeństwem sieci komputerowych, jak i bezpieczeństwem systemów operacyjnych. Efekty swojej pracy udostępnia jako oprogramowanie Open Source. Częścią jego pracy badawczej był rozwój wielowątkowego i wieloprocesorowego stosu sieciowego systemu FreeBSD, projekt TrustedBSD i OpenBSM. Jego artykuły publikowane były m.in. w ACM’s Queue Magazine. corocznej technicznej konferencji USENIX, BSDCon oraz w formie wywiadu w serwisie Slashdot.